# Неповнолітні (фільм)
«Неповнолітні» (рос. «Несовершеннолетние») — російський радянський художній фільм кінорежисера Володимира Рогового, лідер радянського кінопрокату 1977 року (44,6 млн глядачів). Прем'єра фільму відбулася 10 вересня 1977 року.

## Сюжет
Двоє друзів одночасно повертаються в рідне місто: Женя — з армії, Костя — з колонії, де відбував термін за п'яну бійку. Приятелі вступають у протистояння з бандою хуліганів, які відбирають гроші у дітей та грабують п'яних перехожих. Після кількох бійок Женя розуміє, що таким чином успіху не домогтися, тим більше він зауважує, що під вплив зграї потрапляє і його одинадцятирічний племінник Шурка.
Під час однієї із зустрічей Женя, замість чергової бійки, пропонує хлопцям записатися в секцію боксу, тренером якої є Костя. Деякі хлопці дійсно приходять займатися і йдуть з-під впливу Гоголя — вихованого і цинічного лідера зграї.
Розсерджений Гоголь з приятелями розоряють оранжерею матері Жені, шкільної вчительки. Ця оранжерея, яку учні будували шість років, дуже дорога для Поліни Борисівни. Женя відправляється на розбірку, де Гоголь загрожує вбити його «трояндочкою» від розбитої пляшки. Тим не менш, Женя, відслужив у десантних військах, виходить переможцем і доставляє Гоголя в міліцію.
У фінальній сцені майор міліції переконує Женю присвятити життя вихованню дітей, до чого, на переконання майора, у Жені талант.

## У фільмі знімалися
- Володимир Летенков — Женя Прохоров
- Станіслав Жданько — Костя Сила
- Микола Муравйов — майор міліції
- Леонід Каюров — Гоголь, (дебют у кіно)
- Павло Ніколаї — Шурик Федосов, племінник Прохорова
- Віра Васильєва — Поліна Борисівна, вчителька, мати Жені Прохорова
- Юрій Кузьменков — батько Альки
- Юрій Медведєв — Микола Сергійович Куваєв, дільничний
- Ігор Ошотін — Алька
- Слава Пчелін — Гуска
- Євдокія Германова — Віра
- Любов Германова — Катя
- Олександр Донець — Вітьок
- Женя Барановський
- Валера Кротков — Рудий
- Михайло Модяев — приятель Гоголя, заїкається
- Саша Нікітін — приятель Гоголя
- Саша Шкарбін — приятель Гоголя
- Олена Федорова — Таня, сестра Альки
- Валентина Ананьїна — перехожа
- Борис Гітін — п'яниця
- Ірина Калістратова — Оля Басова
- Станіслав Житарьов — чоловік Олі, водій автобуса
- Капітоліна Ільєнко — шкідлива старенька
- А. Гай — капітан міліції
- В'ячеслав Захаров — епізод
- Г. Ненашев — п'яниця, товариш по чарці батька Альки
- Надія Румянцева — мати Альки
- Анастас Смоленський — гравець в доміно
- Віктор Лазарєв — гравець в доміно
- Наталія Ткачук — епізод
- Олена Переслені — епізод
- Сергій Саменчуков — епізод
- Надя Гольцева — епізод, (немає в титрах)
- Д. Мареев — епізод, (немає в титрах)